# オフィスケイワイズ
株式会社オフィスケイワイズ（英: office ky's Co.,Ltd.、シンボルマーク：ky's）は、テレビ番組・コマーシャルの企画制作を行う企業である。

## 主な作品

### TV制作協力番組

#### 現在
- テレビ制作部門は「ヴォックス (テレビ制作会社)」に参照。

#### 過去
レギュラー
- おはよう朝日です（朝日放送）
- 情報ライブ ミヤネ屋（ytv）
- 美味!ニッポン（テレビ大阪）
- 新日曜美術館（NHK大阪）
- 特捜!板東リサーチ（中部日本放送）
- おでかけ!パレット（東海テレビ）
- みみヨリぃ!?（テレビ大阪）

単発・特番
- 天神祭生中継（テレビ大阪）
- 健康フォーラム（NHK大阪）

### CM，企業VTR
- 河合塾インフォマーシャル